# Votuporanga (ort)
Votuporanga är en ort i Brasilien.   Den ligger i kommunen Votuporanga och delstaten São Paulo, i den södra delen av landet, 600 km söder om huvudstaden Brasília. Votuporanga ligger 528 meter över havet och antalet invånare är 69 863.
Terrängen runt Votuporanga är huvudsakligen platt. Votuporanga ligger uppe på en höjd som går i öst-västlig riktning. Votuporanga är det största samhället i trakten.
Runt Votuporanga är det i huvudsak tätbebyggt. Runt Votuporanga är det ganska tätbefolkat, med 222 invånare per kvadratkilometer.